# USS Reuben James (DD-245)
Za druga plovila z istim imenom glejte USS Reuben James.
USS Reuben James (DD-245) je bil rušilec razreda Clemson v sestavi Vojne mornarice Združenih držav Amerike.
Rušilec je bil poimenovan po Reubenu Jamesu.

## Zgodovina
Rušilec je bil prvo plovilo Vojne mornarice ZDA, ki ga je potopil sovražnik med drugo svetovno vojno.
31. oktobra 1941 ga je v Atlantiku med spremljanjem konvoja potopila nemška podmornica U-552.